# Anisozyga bijugata
Anisozyga bijugata là một loài bướm đêm trong họ Geometridae.